# Lisbon (Illinois)
Lisbon és una població dels Estats Units a l'estat d'Illinois. Segons el cens del 2000 tenia 248 habitants.

## Demografia
Segons el cens del 2000, Lisbon tenia 248 habitants, 91 habitatges, i 72 famílies. La densitat de població era de 308,9 habitants/km².
Dels 91 habitatges en un 31,9% hi vivien nens de menys de 18 anys, en un 70,3% hi vivien parelles casades, en un 6,6% dones solteres, i en un 19,8% no eren unitats familiars. En el 19,8% dels habitatges hi vivien persones soles el 7,7% de les quals corresponia a persones de 65 anys o més que vivien soles. El nombre mitjà de persones vivint en cada habitatge era de 2,73 i el nombre mitjà de persones que vivien en cada família era de 3,14.
Per edats la població es repartia de la següent manera: un 25,8% tenia menys de 18 anys, un 9,7% entre 18 i 24, un 23,8% entre 25 i 44, un 25,4% de 45 a 60 i un 15,3% 65 anys o més.
L'edat mediana era de 38 anys. Per cada 100 dones de 18 o més anys hi havia 102,2 homes.
La renda mediana per habitatge era de 51.042 $ i la renda mediana per família de 55.625 $. Els homes tenien una renda mediana de 49.375 $ mentre que les dones 24.722 $. La renda per capita de la població era de 21.456 $. Cap de les famílies i el 0,8% de la població estaven per davall del llindar de pobresa.

## Poblacions més properes
El següent diagrama mostra les poblacions més properes.